# Conus lightbourni
Espèce
Statut de conservation UICN

 DD  : Données insuffisantes
Conus lightbourni est une espèce de mollusques gastéropodes marins de la famille des Conidae.
Comme toutes les espèces du genre Conus, ces escargots sont prédateurs et venimeux. Ils sont capables de « piquer » les humains et doivent donc être manipulés avec précaution, voire pas du tout.

## Distribution
Cette espèce marine est présente au large des Bermudes.

### Niveau de risque d’extinction de l’espèce
Selon l'analyse de l'UICN réalisée en 2011 pour la définition du niveau de risque d'extinction, il y a très peu de connaissances sur cette espèce. Elle vit dans des eaux très profondes et il n'existe que quelques spécimens. Des méthodes de pêche destructrices comme le chalutage sont connues dans la zone d'habitat de cette espèce. Cette espèce figure sur la liste des données insuffisantes.

## Taxinomie

### Publication originale
L'espèce Conus lightbourni a été décrite pour la première fois en 1986 par le malacologiste américain Edward James Petuch (d),.

### Synonymes
- Bermudaconus lightbourni (Petuch, 1986) · non accepté
- Conus (Bermudaconus) lightbourni Petuch, 1986 · appellation alternative
- Conus (Floraconus) lightbourni Petuch, 1986 · non accepté
- Dauciconus lightbourni (Petuch, 1986) · non accepté